# 사이고노 와가마마
〈사이고노 와가마마〉(일본어: 最後のわがまま - ‘마지막 이기적임’[*])는 이수영이 일본에서 발매한 싱글이다. 소속사는 매우 당찬 자신감으로 이수영의 일본 진출을 시도했으나 시장에서의 반응은 참담했다. 이수영의 일본 진출은 사실상 실패했으며 소니 뮤직과 체결했던 계약은 2005년 소속사를 이전하며 백지화되었다.
〈最後のわがまま〉는 적어도 대한민국의 그녀의 팬들에게는 ‘이수영의 음악이 아닌 것 같다’라는 반응이 공통적이었다. 전형적인 JPOP분위기의 이 곡은 이수영의 독특한 음색과는 잘 어울리지 않아 결국 시장에서는 성공을 거두지 못했다.

## 뮤직 비디오
뮤직 비디오의 경우 대한민국에서는 유명 배우들과 막대한 자본을 쏟아 부어 드라마 타이즈 형식의 웅장하고 거대한 규모의 뮤직비디오를 촬영해온 것과는 다르게 일본에서는 가수가 직접 출연해 노래를 부르는 립싱크 방식의 뮤직비디오가 주를 이루는 관계로 이수영 역시 립싱크 방식으로 뮤직비디오를 촬영했다. 립싱크 뮤직비디오답게 별다른 내용 없이 그저 이수영이 소파에 앉아 노래를 부르는 모습만이 담겨 있다.

## 트랙리스트
CD
| # | 곡명                           |
| - | ------------------------------ |
| 1 | 最後のわがまま                 |
| 2 | La La La                       |
| 3 | 最後のわがまま (Backing Track) |
| 4 | La La La (Backing Track)       |

## 차트 기록
- 일본 오리콘 차트에서 125위를 기록하였다.